# Никольск (Киренский район)
Нико́льск — деревня в Киренском районе Иркутской области. Входит в Киренское городское поселение.
Находится на левом берегу реки Лена, в 6 км к востоку от города Киренска. 

## Население
| 2002 | 2010 | 2011 | 2012 |
| ---- | ---- | ---- | ---- |
| 157  | ↘118 | →118 | ↘114 |